# Kanton Bléré
Bléré is een kanton van het Franse departement Indre-et-Loire. Het kanton maakt deel uit van het arrondissement Tours.

## Gemeenten
Het kanton Bléré omvatte tot 2014 de volgende 16 gemeenten:
- Athée-sur-Cher
- Azay-sur-Cher
- Bléré (hoofdplaats)
- Céré-la-Ronde
- Chenonceaux
- Chisseaux
- Cigogné
- Civray-de-Touraine
- Courçay
- La Croix-en-Touraine
- Dierre
- Épeigné-les-Bois
- Francueil
- Luzillé
- Saint-Martin-le-Beau
- Sublaines

Bij de herindeling van de kantons bij decreet van 18 februari 2014, met uitwerking op 22 maart 2015, werd daar de volgende gemeente aan toegevoegd:
- Cormery